# 축구단

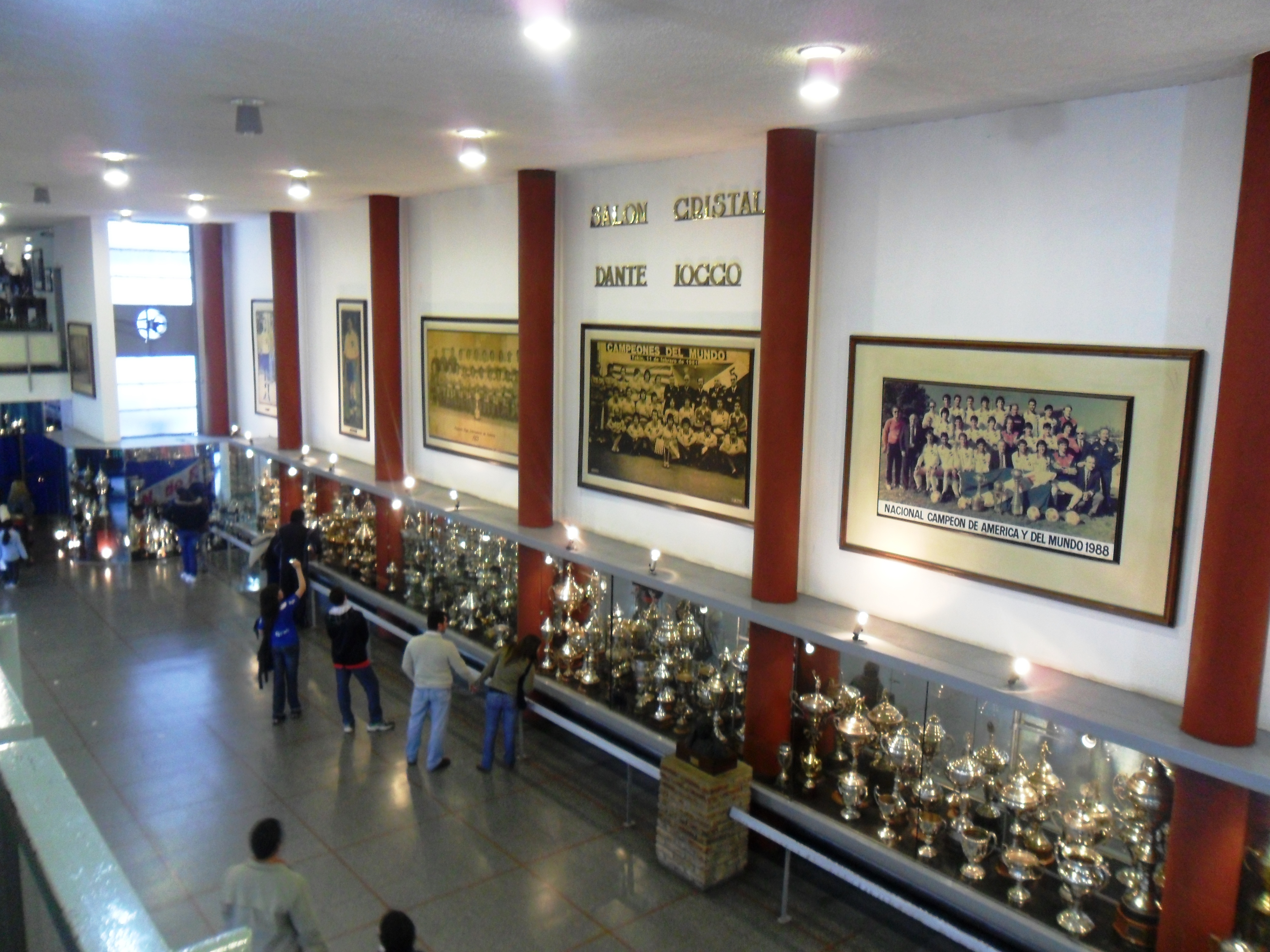

축구단(蹴球團, football club) 또는 축구팀(蹴球-, football team)은 축구 경기를 위해 조직된 단체이다. 학교 축구단의 경우 축구부(蹴球部)라고 부른다.
협의로는 단순히 축구 경기를 위해 구성된 선수단을 의미하며 광의로는 축구 선수와 지도자, 운영 스태프 등으로 구성되어 하나의 단체를 의미한다.
종종 대안적인 이름인 축구 "클럽(Club)"을 사용하는데, 영어권에서 "클럽(Club)"과 "팀(Team)"의 차이는 기업성의 유무로 구분짓는다고 알려져 있다. 그렇기에 축구팀(Football team)과 축구단(Football club)을 구분하여 부르지만 대한민국에서는 이 둘을 따로 구분하지 않는다.

## 같이 보기
- 축구